# SEIZE THE DAY
『SEIZE THE DAY』（サイズ・ザ・デイ）は、日本の歌手・尾崎裕哉の2枚目のミニ・アルバムである。2017年10月4日にTOY'S FACTORYより発売。

## 概要
尾崎の作品としては初の初回限定盤と通常盤の2形態で販売される。初回限定盤には同年3月に開催された初の全国ツアー「LET FREEDOM RING TOUR 2017」よりライブ映像5曲を収録したDVDが付属されている。
リリースに先駆けて、9月16日より本作収録のリード曲である『Glory Days』は配信シングルとしてiTunes Store、レコチョクなどで開始され、moraやiTunes Storeで1位を獲得するなどのヒット作となった。

## チャート成績
本作は2017年10月8日付のオリコン週間シングルチャートで3955枚を売り上げ、初登場13位を記録した。
売上枚数こそ前作『LET FREEDOM RING』の3788枚と大差はなかったが、順位は前作の21位から大きく伸ばした。

## 収録曲
[DISK 1]CD
1. Glory Days
作詞/HIROYA OZAKI・いしわたり淳治、作曲/HIROYA OZAKI・蔦谷好位置、編曲/蔦谷好位置
(ショウゲート配給劇場アニメ映画『交響詩篇エウレカセブン　ハイエボリューション1』主題歌)
2. シアワセカイ
作詞/HIROYA OZAKI・いしわたり淳治、作曲/HIROYA OZAKI・蔦谷好位置、編曲/蔦谷好位置
3. 愛か恋なんて（どうでもいいや）
作詞/作曲 HIROYA OZAKI、編曲 /Yaffle
4. 君と見た通り雨
作詞/作曲 HIROYA OZAKI、編曲/蔦谷好位置t・KOHJIRO

[DISK 2]初回限定盤 DVD
2017年3月より開催された初の東名阪ツアーLET FREEDOM RING TOUR 2017(2017年3月17日 東京・EXシアター六本木)ライブ映像
1. Stay by my Side
2. 僕が僕であるために
3. 27
4. サムデイ・スマイル
5. 始まりの街

[ダウンロードカード]タワーレコード購入者限定特典）
- Glory DaysMONDO GROSSO Remix